# 小室栄子
小室 栄子（こむろ えいこ、12月21日 - ）は、日本の女性漫画家。千葉県出身。血液型はAB型。代表作は「おはぎ・ザ・ナンバーわん！」。
1992年、『ちゃお』（小学館）初春増刊号『マスコット』に掲載の「エール」でデビュー。その後、『ちゃお』増刊号などでホラー作品を執筆。
2009年からはペンネームを「こむろえ〜こ」に改め、『ぷっちぐみ』（小学館）で執筆活動を展開。ただし、ホラー作品については現在も「小室栄子」名義である。

## 書誌情報
- 小室栄子名義（全て小学館 〈ちゃおコミックス〉より刊行）
  - おはぎ・ザ・ナンバーわん！（全4巻）
  - 眠れぬ夜の物語 （9名の作家によるアンソロジー）
  - 今夜も一人で眠れない （8名の作家によるアンソロジー）
  - あなたの知らない世界 （6名の作家によるアンソロジー）
  - 学校であった怖い話 （6名の作家によるアンソロジー）
  - 本当にあった怖い話 （8名の作家によるアンソロジー）
  - 呪怨〜ザ・ファイナル〜
  - 扉を開けたら殺される 恐怖の館へようこそ （6名の作家によるアンソロジー）
- こむろえ〜こ名義（小学館 〈てんとう虫コミックススペシャル〉より刊行）
  - わがままファッション ガールズモード ルイ・スタイル
  - わがままファッション ガールズモード くらら・スタイル